# Univerzita pro příšerky
Univerzita pro příšerky (v originále Monsters University) je americký animovaný film z roku 2013 od studia Pixar. Jedná se o prequel filmu Příšerky s.r.o., a tak se hlavní postavy Mike Wazowski a James P. Sullivan vrací zpět do mladých let na univerzitě.
Hlavních rolích se znovu zhostili John Goodman a Billy Crystal

## Recenze
- Univerzita pro příšerky - 55% na Film CZ -
- Univerzita pro příšerky na MagazinOnline.cz -